# Danh sách cầu thủ tham dự Giải vô địch bóng đá thế giới 1930
Dưới đây là danh sách cầu thủ tham dự Giải vô địch bóng đá thế giới 1930 ở Uruguay.
Nam Tư (3 cầu thủ chơi ở Pháp) và Peru (1 cầu thủ chơi ở Mexico) là đội tuyển duy nhất có cầu thủ chơi ở câu lạc bộ nước ngoài.

## Bảng 1

### Argentina
Huấn luyện viên trưởng: Francisco Olazar và Juan José Tramutola
| Số | Vt | Cầu thủ              | Ngày sinh (tuổi)            | Số trận | Câu lạc bộ                  |
| -- | -- | -------------------- | --------------------------- | ------- | --------------------------- |
|    | TM | Ángel Bossio         | 5 tháng 5, 1905 (25 tuổi)   |         | Talleres                    |
|    | TM | Juan Botasso         | 23 tháng 10, 1908 (21 tuổi) |         | Argentino de Quilmes        |
|    | TĐ | Roberto Cherro       | 23 tháng 2, 1907 (23 tuổi)  |         | Boca Juniors                |
|    | HV | Alberto Chividini    | 23 tháng 2, 1907 (23 tuổi)  |         | Estudiantil Porteño         |
|    | TĐ | Attilio Demaría      | 19 tháng 3, 1909 (21 tuổi)  |         | Gimnasia y Esgrima La Plata |
|    | HV | José Della Torre     | 23 tháng 3, 1906 (24 tuổi)  |         | Racing                      |
|    | TV | Juan Evaristo        | 20 tháng 6, 1902 (28 tuổi)  |         | Sportivo Barracas           |
|    | TĐ | Mario Evaristo       | 10 tháng 12, 1908 (21 tuổi) |         | Boca Juniors                |
|    | TĐ | Manuel Ferreira (c)  | 22 tháng 10, 1905 (24 tuổi) |         | Estudiantes de La Plata     |
|    | TV | Luis Monti           | 15 tháng 5, 1901 (29 tuổi)  |         | San Lorenzo                 |
|    | HV | Ramón Muttis         | 12 tháng 3, 1899 (31 tuổi)  |         | Boca Juniors                |
|    | TV | Rodolfo Orlandini    | 1 tháng 1, 1905 (25 tuổi)   |         | Estudiantil Porteño         |
|    | HV | Fernando Paternoster | 24 tháng 5, 1903 (27 tuổi)  |         | Racing                      |
|    | TĐ | Natalio Perinetti    | 28 tháng 12, 1900 (29 tuổi) |         | Racing                      |
|    | TĐ | Carlos Peucelle      | 13 tháng 9, 1908 (21 tuổi)  |         | Sportivo Buenos Aires       |
|    | HV | Edmundo Piaggio      | 3 tháng 10, 1905 (24 tuổi)  |         | Lanús                       |
|    | TĐ | Alejandro Scopelli   | 12 tháng 5, 1908 (22 tuổi)  |         | Estudiantes de La Plata     |
|    | TĐ | Carlos Spadaro       | 5 tháng 2, 1902 (28 tuổi)   |         | Lanús                       |
|    | TĐ | Guillermo Stábile    | 17 tháng 1, 1905 (25 tuổi)  |         | Huracán                     |
|    | TV | Pedro Suárez         | 5 tháng 6, 1908 (22 tuổi)   |         | Boca Juniors                |
|    | TĐ | Francisco Varallo    | 5 tháng 2, 1910 (20 tuổi)   |         | Gimnasia y Esgrima La Plata |
|    | TV | Adolfo Zumelzú       | 5 tháng 1, 1902 (28 tuổi)   |         | Estudiantil Porteño         |

### Chile
Huấn luyện viên trưởng:  György Orth
| Số | Vt | Cầu thủ                 | Ngày sinh (tuổi)                  | Số trận | Câu lạc bộ               |
| -- | -- | ----------------------- | --------------------------------- | ------- | ------------------------ |
|    | TĐ | Juan Aguilera           | 23 tháng 10, 1903 (26 tuổi)       | 0       | Audax Italiano           |
|    | TĐ | Guillermo Arellano      | 21 tháng 8, 1908 (21 tuổi)        | 0       | Colo-Colo                |
|    | HV | Ernesto Chaparro        | 4 tháng 1, 1901 (29 tuổi)         | 3       | Colo-Colo                |
|    | TV | Arturo Coddou           | 14 tháng 1, 1905 (25 tuổi)        | 0       | Lord Cochrane            |
|    | TM | Roberto Cortés          | 2 tháng 2, 1905 (25 tuổi)         | 3       | Colo-Colo                |
|    | TV | Humberto Elgueta        | 10 tháng 9, 1904 (25 tuổi)        | 9       | Deportivo Naval          |
|    | TM | César Espinoza          | 28 tháng 9, 1900 (29 tuổi)        | 0       | CD Santiago              |
|    | HV | Víctor Morales          | 10 tháng 5, 1905 (25 tuổi)        | 8       | Colo-Colo                |
|    | TĐ | Horacio Muñoz           | ngày 1 tháng 1 năm 1900 (aged 30) | 9       | Arturo Fernández Vial    |
|    | TĐ | Tomás Ojeda             | 20 tháng 4, 1910 (20 tuổi)        | 0       | Boca Juniors Antofagasta |
|    | HV | Ulises Poirier          | 2 tháng 2, 1897 (33 tuổi)         | 14      | La Cruz FC               |
|    | HV | Guillermo Riveros       | 10 tháng 2, 1902 (28 tuổi)        | 2       | La Cruz FC               |
|    | TV | Guillermo Saavedra      | 5 tháng 11, 1903 (26 tuổi)        | 6       | Colo-Colo                |
|    | TĐ | Carlos Schneeberger (c) | 21 tháng 6, 1902 (28 tuổi)        | 3       | Colo-Colo                |
|    | TĐ | Guillermo Subiabre      | 25 tháng 2, 1902 (28 tuổi)        | 3       | Colo-Colo                |
|    | TV | Arturo Torres           | 20 tháng 10, 1906 (23 tuổi)       | 3       | Colo-Colo                |
|    | TV | Casimiro Torres         | ngày 1 tháng 1 năm 1906 (age 24)  | 0       | Everton                  |
|    | TĐ | Carlos Vidal            | 24 tháng 2, 1902 (28 tuổi)        | 0       | Federico Schwager        |
|    | TĐ | Eberardo Villalobos     | 1 tháng 4, 1908 (22 tuổi)         | 0       | Rangers                  |

### Pháp
Huấn luyện viên trưởng: Raoul Caudron
| Số | Vt | Cầu thủ                  | Ngày sinh (tuổi)            | Số trận | Câu lạc bộ            |
| -- | -- | ------------------------ | --------------------------- | ------- | --------------------- |
|    | HV | Numa Andoire             | 19 tháng 3, 1908 (22 tuổi)  | 0       | Olympique Antibes     |
|    | HV | Marcel Capelle           | 11 tháng 12, 1904 (25 tuổi) | 4       | Racing Club de France |
|    | TV | Augustin Chantrel        | 11 tháng 11, 1906 (23 tuổi) | 8       | Stade Français        |
|    | TV | Edmond Delfour           | 1 tháng 11, 1907 (22 tuổi)  | 6       | Racing Club de France |
|    | TV | Célestin Delmer          | 15 tháng 2, 1907 (23 tuổi)  | 2       | Amiens AC             |
|    | TĐ | Marcel Langiller         | 2 tháng 6, 1908 (22 tuổi)   | 8       | Excelsior AC Roubaix  |
|    | HV | Jean Laurent             | 30 tháng 12, 1906 (23 tuổi) | 3       | FC Sochaux            |
|    | TĐ | Lucien Laurent           | 10 tháng 12, 1907 (22 tuổi) | 2       | FC Sochaux            |
|    | TĐ | Ernest Libérati          | 22 tháng 3, 1906 (24 tuổi)  | 3       | Amiens AC             |
|    | TĐ | André Maschinot          | 28 tháng 6, 1903 (27 tuổi)  | 3       | FC Sochaux            |
|    | HV | Étienne Mattler          | 25 tháng 12, 1905 (24 tuổi) | 1       | FC Sochaux            |
|    | TĐ | Marcel Pinel             | 8 tháng 7, 1908 (22 tuổi)   | 3       | Red Star Paris        |
|    | TM | André Tassin             | 23 tháng 2, 1902 (28 tuổi)  | 0       | Racing Club de France |
|    | TM | Alex Thépot              | 30 tháng 7, 1906 (23 tuổi)  | 12      | Red Star Paris        |
|    | TĐ | Émile Veinante           | 12 tháng 6, 1907 (23 tuổi)  | 3       | Racing Club de France |
|    | TV | Alexandre Villaplane (c) | 12 tháng 9, 1905 (24 tuổi)  | 22      | Racing Club de France |

### Mexico
Huấn luyện viên trưởng: Juan Luque de Serrallonga
| Số | Vt | Cầu thủ                    | Ngày sinh (tuổi)                   | Số trận | Câu lạc bộ       |
| -- | -- | -------------------------- | ---------------------------------- | ------- | ---------------- |
|    | TV | Efraín Amézcua             | 3 tháng 8, 1907 (22 tuổi)          | 0       | Atlante          |
|    | TM | Oscar Bonfiglio            | 5 tháng 10, 1905 (24 tuổi)         | 2       | Marte            |
|    | TĐ | Juan Carreño               | 14 tháng 8, 1907 (22 tuổi)         | 2       | Atlante          |
|    | TĐ | Jesús Castro               | ngày 1 tháng 1 năm 1900 (age 30)   | 0       | Deportivo Mexico |
|    | HV | Rafael Garza Gutiérrez (c) | 13 tháng 12, 1896 (33 tuổi)        | 5       | América          |
|    | HV | Francisco Garza Gutiérrez  | 14 tháng 3, 1904 (26 tuổi)         | 0       | América          |
|    | TĐ | Roberto Gayón              | ngày 1 tháng 1 năm 1905 (age 25)   | 0       | América          |
|    | TĐ | Hilario López              | 18 tháng 11, 1907 (22 tuổi)        | 0       | Marte            |
|    | TĐ | Dionisio Mejía             | 6 tháng 1, 1907 (23 tuổi)          | 1       | Atlante          |
|    | TĐ | Felipe Olivares            | ngày 18 tháng 11 năm 1907 (age 22) | 0       | Atlante          |
|    | TĐ | Luis Pérez                 | ngày 1 tháng 1 năm 1907 (age 23)   | 0       | Necaxa           |
|    | TV | Raymundo Rodríguez         | ngày 15 tháng 4 năm 1905 (age 25)  | 0       | Marte            |
|    | TV | Felipe Rosas               | 5 tháng 2, 1910 (20 tuổi)          | 0       | Atlante          |
|    | HV | Manuel Rosas               | 17 tháng 4, 1912 (18 tuổi)         | 0       | Atlante          |
|    | TĐ | José Ruíz                  | ngày 1 tháng 1 năm 1904 (age 26)   | 0       | Necaxa           |
|    | TV | Alfredo Viejo Sánchez      | 24 tháng 5, 1908 (22 tuổi)         | 0       | América          |
|    | TM | Isidoro Sota               | 4 tháng 2, 1902 (28 tuổi)          | 0       | América          |

## Bảng 2

### Nam Tư
Huấn luyện viên trưởng: Boško Simonović
| Số | Vt | Cầu thủ              | Ngày sinh (tuổi)            | Số trận | Câu lạc bộ          |
| -- | -- | -------------------- | --------------------------- | ------- | ------------------- |
|    | TV | Milorad Arsenijević  | 6 tháng 6, 1906 (24 tuổi)   | 16      | BSK Beograd         |
|    | TĐ | Ivan Bek             | 29 tháng 10, 1909 (20 tuổi) | 2       | FC Sète             |
|    | TĐ | Momčilo Đokić        | 27 tháng 2, 1911 (19 tuổi)  | 2       | Jugoslavija Beograd |
|    | TV | Branislav Hrnjiček   | 5 tháng 6, 1908 (22 tuổi)   | 4       | Jugoslavija Beograd |
|    | HV | Milutin Ivković (c)  | 3 tháng 3, 1906 (24 tuổi)   | 22      | SK Soko             |
|    | TM | Milovan Jakšić       | 21 tháng 9, 1909 (20 tuổi)  | 2       | SK Soko             |
|    | TĐ | Blagoje Marjanović   | 9 tháng 9, 1907 (22 tuổi)   | 15      | BSK Beograd         |
|    | TĐ | Bozidar Marković     | 1 tháng 1, 1900 (30 tuổi)   | 0       | Vojvodina Novi Sad  |
|    | HV | Dragoslav Mihajlović | 13 tháng 12, 1906 (23 tuổi) | 1       | BSK Beograd         |
|    | TĐ | Dragutin Najdanović  | 15 tháng 4, 1908 (22 tuổi)  | 3       | BSK Beograd         |
|    | TĐ | Branislav Sekulić    | 29 tháng 10, 1906 (23 tuổi) | 3       | Club Francais       |
|    | TV | Teofilo Spasojević   | 21 tháng 1, 1909 (21 tuổi)  | 1       | Jugoslavija Beograd |
|    | HV | Ljubiša Stefanović   | 4 tháng 1, 1910 (20 tuổi)   | 0       | FC Sète             |
|    | TM | Milan Stojanović     | 28 tháng 12, 1911 (18 tuổi) | 0       | BSK Beograd         |
|    | TĐ | Aleksandar Tirnanić  | 15 tháng 7, 1911 (18 tuổi)  | 5       | BSK Beograd         |
|    | HV | Dragomir Tošić       | 8 tháng 11, 1909 (20 tuổi)  | 0       | BSK Beograd         |
|    | TĐ | Đorđe Vujadinović    | 6 tháng 12, 1909 (20 tuổi)  | 4       | BSK Beograd         |

### Brasil
Huấn luyện viên trưởng: Píndaro de Carvalho Rodrigues
| Số | Vt | Cầu thủ        | Ngày sinh (tuổi)            | Số trận | Câu lạc bộ    |
| -- | -- | -------------- | --------------------------- | ------- | ------------- |
|    | TĐ | Araken         | 17 tháng 7, 1905 (24 tuổi)  | 0       | Flamengo      |
|    | TĐ | Benedicto      | 10 tháng 5, 1910 (20 tuổi)  | 0       | Botafogo      |
|    | HV | Brilhante      | 5 tháng 11, 1904 (25 tuổi)  | 0       | Vasco da Gama |
|    | TĐ | Carvalho Leite | 25 tháng 6, 1912 (18 tuổi)  | 0       | Botafogo      |
|    | TV | Fausto         | 28 tháng 1, 1905 (25 tuổi)  | 0       | Vasco da Gama |
|    | TV | Fernando       | 1 tháng 3, 1906 (24 tuổi)   | 0       | Fluminense    |
|    | TV | Fortes         | 9 tháng 9, 1901 (28 tuổi)   | 13      | Fluminense    |
|    | TV | Hermógenes     | 4 tháng 11, 1908 (21 tuổi)  | 0       | America-RJ    |
|    | HV | Itália         | 22 tháng 5, 1907 (23 tuổi)  | 0       | Vasco da Gama |
|    | TV | Ivan Mariz     | 16 tháng 5, 1910 (20 tuổi)  | 0       | Fluminense    |
|    | TM | Joel           | 1 tháng 5, 1904 (26 tuổi)   | 0       | America-RJ    |
|    | TĐ | Manoelzinho    | 22 tháng 8, 1907 (22 tuổi)  | 0       | Ypiranga-RJ   |
|    | TĐ | Moderato       | 14 tháng 7, 1902 (27 tuổi)  | 4       | Flamengo      |
|    | TĐ | Nilo           | 3 tháng 4, 1903 (27 tuổi)   | 10      | Botafogo      |
|    | TV | Oscarino       | 17 tháng 1, 1907 (23 tuổi)  | 0       | Ypiranga-RJ   |
|    | TV | Pamplona       | 24 tháng 3, 1904 (26 tuổi)  | 2       | Botafogo      |
|    | TĐ | Poly           | 26 tháng 1, 1909 (21 tuổi)  | 0       | Americano     |
|    | TĐ | Preguinho      | 8 tháng 2, 1905 (25 tuổi)   | 0       | Fluminense    |
|    | TĐ | Russinho       | 18 tháng 12, 1902 (27 tuổi) | 0       | Vasco da Gama |
|    | TĐ | Teóphilo       | 11 tháng 4, 1900 (30 tuổi)  | 0       | São Cristóvão |
|    | TM | Velloso        | 25 tháng 9, 1908 (21 tuổi)  | 0       | Fluminense    |
|    | HV | Zé Luiz        | 16 tháng 11, 1904 (25 tuổi) | 0       | São Cristóvão |

- Players Doca and Benevenuto traveled with the team but were not registered because the competition rules in article 5 only allowed 22 players for squad

### Bolivia
Huấn luyện viên trưởng: Ulises Saucedo
| Số | Vt | Cầu thủ              | Ngày sinh (tuổi)                  | Số trận | Câu lạc bộ           |
| -- | -- | -------------------- | --------------------------------- | ------- | -------------------- |
|    | TĐ | Mario Alborta        | ngày 19 tháng 9 năm 1910 (age 19) | 7       | Club Bolívar         |
|    | TV | Juan Argote          | ngày 1 tháng 1 năm 1906 (age 24)  | 0       | Club Bolívar         |
|    | TM | Jesús Bermúdez       | ngày 1 tháng 1 năm 1902 (age 28)  | 6       | Oruro Royal          |
|    | TV | Miguel Brito         | ngày 1 tháng 1 năm 1900 (age 30)  | 0       | Oruro Royal          |
|    | TĐ | José Bustamante      | ngày 1 tháng 1 năm 1907 (age 23)  | 7       | Litoral              |
|    | HV | Casiano Chavarría    | 3 tháng 8, 1901 (28 tuổi)         | 6       | Calavera La Paz      |
|    | HV | Segundo Durandal     | 17 tháng 3, 1912 (18 tuổi)        | 0       | Club San José        |
|    | TĐ | René Fernández       | ngày 1 tháng 1 năm 1906 (age 24)  | 0       | Alianza Oruro        |
|    | TĐ | Gumersindo Gómez     | ngày 1 tháng 1 năm 1907 (age 23)  | 0       | Oruro Royal          |
|    | TV | Diógenes Lara        | ngày 6 tháng 4 năm 1903 (age 27)  | 7       | Club Bolívar         |
|    | TĐ | Rafael Méndez (c)    | ngày 1 tháng 1 năm 1904 (age 26)  | 7       | Universitario La Paz |
|    | TM | Miguel Murillo       | ngày 1 tháng 1 năm 1900 (age 30)  | 0       | Club Bolívar         |
|    | TV | Constantino Noya     | ngày 1 tháng 1 năm 1900 (age 30)  | 0       | Oruro Royal          |
|    | TĐ | Eduardo Reyes Ortiz  | ngày 1 tháng 1 năm 1907 (age 23)  | 0       | The Strongest        |
|    | HV | Luis Reyes Peñaranda | ngày 5 tháng 6 năm 1900 (age 30)  | 0       | Universitario La Paz |
|    | TV | Renato Sáinz         | 14 tháng 12, 1899 (30 tuổi)       | 5       | The Strongest        |
|    | TV | Jorge Valderrama     | 12 tháng 12, 1906 (23 tuổi)       | 5       | Oruro Royal          |

## Bảng 3

### Uruguay
Huấn luyện viên trưởng: Alberto Suppici
| Số | Vt | Cầu thủ              | Ngày sinh (tuổi)            | Số trận | Câu lạc bộ           |
| -- | -- | -------------------- | --------------------------- | ------- | -------------------- |
|    | TV | José Leandro Andrade | 22 tháng 11, 1901 (28 tuổi) | 30      | Nacional             |
|    | TĐ | Peregrino Anselmo    | 30 tháng 4, 1902 (28 tuổi)  | 08      | Peñarol              |
|    | TM | Enrique Ballestrero  | 18 tháng 1, 1905 (25 tuổi)  | 01      | Rampla Juniors       |
|    | TĐ | Juan Carlos Calvo    | 26 tháng 6, 1906 (24 tuổi)  | 0-      | Miramar Misiones     |
|    | TM | Miguel Capuccini     | 5 tháng 1, 1904 (26 tuổi)   | 06      | Peñarol              |
|    | TĐ | Héctor Castro        | 29 tháng 11, 1904 (25 tuổi) | 17      | Nacional             |
|    | TĐ | Pedro Cea            | 1 tháng 9, 1900 (29 tuổi)   | 21      | Nacional             |
|    | TĐ | Pablo Dorado         | 22 tháng 6, 1908 (22 tuổi)  | 02      | Bella Vista          |
|    | TV | Lorenzo Fernández    | 20 tháng 5, 1900 (30 tuổi)  | 20      | Peñarol              |
|    | TV | Álvaro Gestido       | 17 tháng 5, 1907 (23 tuổi)  | 10      | Peñarol              |
|    | TĐ | Santos Iriarte       | 2 tháng 11, 1902 (27 tuổi)  | 0-      | Racing Club          |
|    | HV | Ernesto Mascheroni   | 21 tháng 11, 1907 (22 tuổi) | 0-      | Olimpia              |
|    | TV | Ángel Melogno        | 22 tháng 3, 1905 (25 tuổi)  | 05      | Bella Vista          |
|    | HV | José Nasazzi (c)     | 24 tháng 5, 1901 (29 tuổi)  | 28      | Bella Vista          |
|    | TĐ | Pedro Petrone        | 11 tháng 5, 1905 (25 tuổi)  | 28      | Nacional             |
|    | TV | Conduelo Píriz       | 17 tháng 6, 1905 (25 tuổi)  | 07      | Nacional             |
|    | HV | Emilio Recoba        | 3 tháng 11, 1904 (25 tuổi)  | 05      | Nacional             |
|    | TV | Carlos Riolfo        | 5 tháng 11, 1905 (24 tuổi)  | 02      | Peñarol              |
|    | TĐ | Zoilo Saldombide     | 18 tháng 3, 1905 (25 tuổi)  | 14      | Nacional             |
|    | TĐ | Héctor Scarone       | 26 tháng 11, 1898 (31 tuổi) | 49      | Nacional             |
|    | HV | Domingo Tejera       | 27 tháng 7, 1899 (30 tuổi)  | 15      | Montevideo Wanderers |
|    | TĐ | Santos Urdinarán     | 30 tháng 3, 1900 (30 tuổi)  | 19      | Nacional             |

### România
Huấn luyện viên trưởng: Costel Rădulescu
| Số | Vt | Cầu thủ             | Ngày sinh (tuổi)            | Số trận | Câu lạc bộ           |
| -- | -- | ------------------- | --------------------------- | ------- | -------------------- |
|    | TĐ | Ştefan Barbu        | 2 tháng 3, 1908 (22 tuổi)   | 4       | Gloria Arad          |
|    | HV | Rudolf Bürger       | 31 tháng 10, 1908 (21 tuổi) | 4       | Chinezul Timişoara   |
|    | HV | Iosif Czako         | 11 tháng 6, 1906 (24 tuổi)  | 1       | UDR Reşiţa           |
|    | TĐ | Adalbert Deşu       | 24 tháng 3, 1909 (21 tuổi)  | 4       | UDR Reşiţa           |
|    | TV | Alfred Eisenbeisser | 7 tháng 4, 1908 (22 tuổi)   | 0       | Dragoş Vodă Cernăuţi |
|    | TĐ | Miklós Kovács       | 23 tháng 12, 1911 (18 tuổi) | 3       | Banatul Timișoara    |
|    | TM | Ion Lǎpuşneanu      | 8 tháng 12, 1908 (21 tuổi)  | 3       | Sportul Studenţesc   |
|    | TV | Ladislau Raffinsky  | 23 tháng 4, 1905 (25 tuổi)  | 4       | Juventus Bucuresti   |
|    | TV | Corneliu Robe       | 23 tháng 5, 1908 (22 tuổi)  | 0       | Olympia Bucureşti    |
|    | TĐ | Constantin Stanciu  | 5 tháng 3, 1911 (19 tuổi)   | 4       | Venus Bucureşti      |
|    | HV | Adalbert Steiner    | 24 tháng 1, 1907 (23 tuổi)  | 9       | Chinezul Timişoara   |
|    | TĐ | Ilie Subăşeanu      | 1 tháng 1, 1906 (24 tuổi)   | 2       | Olympia Bucureşti    |
|    | HV | Emerich Vogl        | 12 tháng 8, 1905 (24 tuổi)  | 10      | Juventus Bucureşti   |
|    | TĐ | Rudolf Wetzer       | 17 tháng 3, 1901 (29 tuổi)  | 12      | Juventus Bucureşti   |
|    | TM | Samuel Zauber       | 10 tháng 11, 1900 (29 tuổi) | 0       | Maccabi Bucureşti    |

### Peru
Huấn luyện viên trưởng:  Francisco Bru
| Số | Vt | Cầu thủ               | Ngày sinh (tuổi)            | Số trận | Câu lạc bộ                   |
| -- | -- | --------------------- | --------------------------- | ------- | ---------------------------- |
|    | TV | Eduardo Astengo       | 15 tháng 8, 1905 (24 tuổi)  | 3       | Universitario de Deportes    |
|    | TV | Carlos Cillóniz       | 1 tháng 7, 1910 (20 tuổi)   | 0       | Universitario de Deportes    |
|    | HV | Mario de las Casas    | 31 tháng 1, 1901 (29 tuổi)  | 0       | Lawn Tennis de la Exposición |
|    | TV | Alberto Denegri       |                             | 3       | Universitario de Deportes    |
|    | HV | Arturo Fernández      | 10 tháng 4, 1910 (20 tuổi)  | 0       | Universitario de Deportes    |
|    | TV | Plácido Galindo       | 9 tháng 3, 1906 (24 tuổi)   | 1       | Universitario de Deportes    |
|    | TV | Domingo García        | 1904                        | 0       | Alianza Lima                 |
|    | TĐ | José María Lavalle    | 5 tháng 6, 1911 (19 tuổi)   | 3       | Alianza Lima                 |
|    | TĐ | Julio Lores           | 15 tháng 9, 1908 (21 tuổi)  | 0       | Necaxa                       |
|    | HV | Antonio Maquilón      | 29 tháng 11, 1902 (27 tuổi) | 5       | Tarapacá Ferroviario         |
|    | TĐ | Demetrio Neyra        | 15 tháng 12, 1908 (21 tuổi) | 2       | Alianza Lima                 |
|    | TĐ | Pablo Pacheco         |                             | 0       | Universitario de Deportes    |
|    | TM | Jorge Pardon          | 19 tháng 12, 1909 (20 tuổi) | 6       | Sporting Tabaco              |
|    | TV | Julio Quintana        | 13 tháng 7, 1904 (26 tuổi)  | 0       | Alianza Lima                 |
|    | TĐ | Lizardo Rodríguez Nue | 30 tháng 8, 1910 (19 tuổi)  | 0       | Sport Progreso               |
|    | TĐ | Jorge Sarmiento       | 2 tháng 11, 1900 (29 tuổi)  | 2       | Alianza Lima                 |
|    | HV | Alberto Soria         | 10 tháng 3, 1906 (24 tuổi)  | 0       | Alianza Lima                 |
|    | TĐ | Luis Souza Ferreira   | 30 tháng 6, 1904 (26 tuổi)  | 0       | Universitario de Deportes    |
|    | TM | Juan Valdivieso       | 6 tháng 5, 1910 (20 tuổi)   | 0       | Alianza Lima                 |
|    | TĐ | Alejandro Villanueva  | 4 tháng 6, 1908 (22 tuổi)   | 2       | Alianza Lima                 |

## Bảng 4

### Hoa Kỳ
Huấn luyện viên trưởng:  Robert Millar
| Số | Vt | Cầu thủ          | Ngày sinh (tuổi)            | Số trận | Câu lạc bộ                |
| -- | -- | ---------------- | --------------------------- | ------- | ------------------------- |
|    | TV | Andy Auld        | 26 tháng 1, 1900 (30 tuổi)  | 1       | Providence FC             |
|    | TĐ | Mike Bookie      | 12 tháng 9, 1904 (25 tuổi)  | 0       | Cleveland Slavia          |
|    | TĐ | Jim Brown        | 31 tháng 12, 1908 (21 tuổi) | 3       | New York Giants           |
|    | TM | Jimmy Douglas    | 12 tháng 1, 1898 (32 tuổi)  | 5       | New York Nationals        |
|    | TĐ | Tom Florie (c)   | 6 tháng 9, 1897 (32 tuổi)   | 2       | New Bedford Whalers       |
|    | TV | Jimmy Gallagher  | 7 tháng 6, 1901 (29 tuổi)   | 2       | New York Nationals        |
|    | TĐ | James Gentle     | 21 tháng 7, 1904 (25 tuổi)  | 0       | Philadelphia Field Club   |
|    | TĐ | Billy Gonsalves  | 10 tháng 8, 1908 (21 tuổi)  | 0       | Fall River FC             |
|    | TĐ | Bart McGhee      | 30 tháng 4, 1899 (31 tuổi)  | 0       | New York Nationals        |
|    | HV | George Moorhouse | 4 tháng 5, 1901 (29 tuổi)   | 1       | New York Giants           |
|    | TĐ | Arnie Oliver     | 22 tháng 5, 1907 (23 tuổi)  | 0       | New Bedford Whalers       |
|    | TĐ | Bert Patenaude   | 4 tháng 11, 1909 (20 tuổi)  | 0       | Fall River FC             |
|    | TV | Philip Slone     | 20 tháng 1, 1907 (23 tuổi)  | 0       | New York Giants           |
|    | TĐ | Raphael Tracey   | 6 tháng 2, 1904 (26 tuổi)   | 0       | Ben Millers               |
|    | HV | Frank Vaughn     | 18 tháng 2, 1902 (28 tuổi)  | 0       | Ben Millers               |
|    | HV | Alexander Wood   | 12 tháng 6, 1907 (23 tuổi)  | 0       | Detroit Holley Carburetor |

### Paraguay
Huấn luyện viên trưởng:  José Durand Laguna
| Số | Vt | Cầu thủ                | Ngày sinh (tuổi)            | Số trận | Câu lạc bộ       |
| -- | -- | ---------------------- | --------------------------- | ------- | ---------------- |
|    | TV | Francisco Aguirre      | 1908                        |         | Olimpia          |
|    | TM | Pedro Benítez          | 12 tháng 1, 1901 (29 tuổi)  |         | Libertad         |
|    | TV | Santiago Benítez       | 1906                        |         | Olimpia          |
|    | TĐ | Delfín Benítez Cáceres | 24 tháng 9, 1910 (19 tuổi)  |         | Libertad         |
|    | TĐ | Saguier Carreras       |                             |         | Sportivo Luqueño |
|    | HV | Eustacio Chamorro      |                             |         | Presidente Hayes |
|    | TM | Modesto Denis          | 1901                        |         | Nacional         |
|    | TV | Eusebio Díaz           | 1901                        |         | Guaraní          |
|    | TĐ | Diógenes Domínguez     | 1902                        |         | Sportivo Luqueño |
|    | TV | Romildo Etcheverry     | 1907                        |         | Olimpia          |
|    | TV | Diego Florentín        |                             |         | River Plate      |
|    | HV | Salvador Flores        | 1906                        |         | Cerro Porteño    |
|    | TV | Tranquilino Garcete    | 1907                        |         | Libertad         |
|    | TĐ | Aurelio González       | 25 tháng 9, 1905 (24 tuổi)  |         | Olimpia          |
|    | HV | José Miracca           | 23 tháng 9, 1903 (26 tuổi)  |         | Nacional         |
|    | TĐ | Lino Nessi             | 1904                        |         | Libertad         |
|    | HV | Quiterio Olmedo        | 21 tháng 12, 1907 (22 tuổi) |         | Nacional         |
|    | TĐ | Amadeo Ortega          |                             |         | River Plate      |
|    | TĐ | Bernabé Rivera         |                             |         | Sportivo Luqueño |
|    | TĐ | Gerardo Romero         | 1906                        |         | Libertad         |
|    | TĐ | Luis Vargas Peña (c)   | 1905                        |         | Olimpia          |
|    | TĐ | Jacinto Villalba       |                             |         | Cerro Porteño    |

### Bỉ
Huấn luyện viên trưởng: Hector Goetinck
| Số | Vt | Cầu thủ           | Ngày sinh (tuổi)            | Số trận | Câu lạc bộ                              |
| -- | -- | ----------------- | --------------------------- | ------- | --------------------------------------- |
|    | TĐ | Ferdinand Adams   | 3 tháng 5, 1903 (27 tuổi)   | 21      | SC Anderlechtois                        |
|    | TM | Arnold Badjou     | 26 tháng 6, 1909 (21 tuổi)  | 3       | Daring Club de Bruxelles Societe Royale |
|    | TV | Pierre Braine (c) | 26 tháng 10, 1900 (29 tuổi) | 42      | Royal Beerschot AC                      |
|    | TV | Alexis Chantraine | 16 tháng 3, 1901 (29 tuổi)  | 0       | Royal FC Liegeois                       |
|    | TM | Jean De Bie       | 9 tháng 5, 1892 (38 tuổi)   | 37      | Royal Racing Club de Bruxelles          |
|    | TV | Jean De Clercq    | 17 tháng 5, 1905 (25 tuổi)  | 5       | Royal Antwerp FC                        |
|    | HV | Henri De Deken    | 3 tháng 8, 1907 (22 tuổi)   | 0       | Royal Antwerp FC                        |
|    | TV | Gérard Delbeke    | 1 tháng 9, 1903 (26 tuổi)   | 0       | Royal FC Brugeois                       |
|    | TĐ | Jan Diddens       | 14 tháng 9, 1908 (21 tuổi)  | 21      | RC de Malines Societe Royale            |
|    | TV | August Hellemans  | 14 tháng 9, 1907 (22 tuổi)  | 4       | Royal FC Malinois                       |
|    | HV | Nic Hoydonckx     | 29 tháng 12, 1900 (29 tuổi) | 19      | FC Excelsior Hasselt                    |
|    | TĐ | Jacques Moeschal  | 6 tháng 9, 1900 (29 tuổi)   | 15      | Royal Racing Club de Bruxelles          |
|    | HV | Theodore Nouwens  | 17 tháng 2, 1908 (22 tuổi)  | 10      | RC de Malines Societe Royale            |
|    | TĐ | André Saeys       | 20 tháng 2, 1911 (19 tuổi)  | 0       | Royal CS Brugeois                       |
|    | TĐ | Louis Versyp      | 5 tháng 12, 1908 (21 tuổi)  | 7       | Royal FC Brugeois                       |
|    | TĐ | Bernard Voorhoof  | 10 tháng 5, 1910 (20 tuổi)  | 6       | Liersche Sportkring                     |

- NB*: Rosters include reserves, alternates, and preselected players that may have participated or pre-tournament friendlies but not in the finals themselves.